# Kulturby 96
Kulturby '96 refererer til, at København i 1996 var europæisk kulturby. Det betød at man gennem året startede og gennemførte en lang række projekter indenfor såvel alternativ som folkelig kultur. Projektleder Trevor Davies stod i spidsen for et samlet budget på næsten en milliard, og 40 ansatte på kontoret ved Amagertorv. 
Kulturbyen var primært finansieret af staten og kommunerne i hovedstadsområdet, hvor staten modsvarede de bidrag som kommunerne ydede. Mens kommunerne København og Frederiksberg betalte det højeste kontingent, betalte man i Københavns og Frederiksborg Amt det halve, mens kommunerne i Roskilde Amt betalte en femtedel. Alle bidrag blev givet efter antallet af indbyggere.
Projektet blev igangsat i 1992, da den daværende overborgmester i København, Jens Kramer Mikkelsen (S), blev tilbudt det, da Danmark som det sidste af de tolv medlemmer af EU skulle gennemføre en europæisk kulturby. Projektet blev startet 7 år tidligere, hvor Athen ønskede at sætte fokus på kultur og identitet i og omkring den græske hovedstad. Senere fulgte resten af de europæiske lande, hvor især projektet i Skotlands største by, Glasgow fremhævedes, da det vendte en negativ spiral med afindustrialisering og arbejdsløshed. Med udgangspunkt i de skotske erfaringer, arbejdede Københavns Kommune og de andre 51 kommuner, for at sætte fokus på kultur, men også på København og byens identitet.
Blandt de projekter, der blev startet som en del af Kulturby 96, som stadig eksisterer, er følgende:
- VEGA
- Øksnehallen
- Arken
- Kalejdoskop
- Kulturværftet Helsingør
- Byggeriets Hus
- Temahaverne i Valbyparken
- Forbrændingen Arkiveret 14. oktober 2015 hos  Wayback Machine
- Kunst og Farver
- Fotografisk Center